# Малишево-Логівська сільська рада
Ма́лишево-Ло́гівська сільська рада (рос. Малышево-Логовский сельский совет) — сільське поселення у складі Волчихинського району Алтайського краю Росії.
Адміністративний центр та єдиний населений пункт — село Малишев Лог.

## Населення
Населення — 991 особа (2019; 1171 в 2010, 1392 у 2002).